# Sosippus
Genre
Synonymes
- Sosippinus Roewer, 1960

Sosippus est un genre d'araignées aranéomorphes de la famille des Lycosidae.

## Distribution
Les espèces de ce genre se rencontrent Amérique du Nord et en Amérique centrale.

## Liste des espèces
Selon World Spider Catalog (version 17.0, 20/04/2016) :
- Sosippus agalenoides Banks, 1909
- Sosippus californicus Simon, 1898
- Sosippus floridanus Simon, 1898
- Sosippus janus Brady, 1972
- Sosippus mexicanus Simon, 1888
- Sosippus michoacanus Brady, 1962
- Sosippus mimus Chamberlin, 1924
- Sosippus placidus Brady, 1972
- Sosippus plutonus Brady, 1962
- Sosippus texanus Brady, 1962

## Publication originale
- Simon, 1888 : Études arachnologiques. 21e Mémoire. XXIX. Descriptions d'espèces et de genres nouveaux de l'Amérique centrale et des Antilles. Annales de la Société Entomologique de France, sér. 6, vol. 8, p. 203-216 (texte intégral).